# Saint Andrew Parish
Saint Andrew ist ein Landkreis (parish) im Südosten Jamaikas. Die Hauptstadt ist Half Way Tree. Der Nationalheld George William Gordon wurde hier geboren. Im Süden befinden sich die University of the West Indies sowie die University of Technology.

## Geschichte
Saint Andrew wurde 1867 als erster der Parishs offiziell eingerichtet, das Gebiet war vorher unter dem Namen Liguanea bekannt. Seit 1932 bildet Saint Andrew zusammen mit dem benachbarten Kingston die Verwaltungseinheit Kingston and St Andrew Corporation.

## Geographie
Saint Andrew grenzt im Süden direkt an Kingston, im Westen liegt Saint Catherine, im Norden Saint Mary und im Nordosten Portland. Die Blue Mountain range durchzieht den Parish.
Die wenigen Städte im Land sind im Wesentlichen Vororte des nahegelegenen Kingston, dennoch ist besonders der Westen Saint Andrews dicht besiedelt. 

## Wirtschaft
Weite Teile des Parishs werden landwirtschaftlich genutzt, insbesondere zum Anbau von Kaffee, Mangos, Kakao, Erbsen, Bohnen, Zuckerrohr sowie zur Rinderzucht. Um Firmen dazu zu bewegen, sich in Saint Andrew anzusiedeln, wurde ein 1,2 km² großes Industriegebiet ausgewiesen.
In der Umgebung von Bull Bay im Osten gibt es große Gipsvorkommen.